# Christian Gray
Christian Gray, własc. Christian Thomas Gray (ur. 29 listopada 1996 w Gisborne) – nowozelandzki piłkarz, występujący na pozycji obrońcy w nowozelandzkim klubie Auckland City FC. Uczestnik Klubowych Mistrzostw Świata 2022, 2023 i 2025.
Christian Gray na co dzień jest nauczycielem wychowania fizycznego, w szkole Mount Roskill.

## Statystyki

### Klubowe
Na podstawie:
| Klub                | Sezonów | Liga                              | Liga  | Liga   | Puchar krajowy | Puchar krajowy | Kontynentalne | Kontynentalne | Suma  | Suma   |
| Klub                | Sezonów | Liga                              | Mecze | Bramki | Mecze          | Bramki         | Mecze         | Bramki        | Mecze | Bramki |
| ------------------- | ------- | --------------------------------- | ----- | ------ | -------------- | -------------- | ------------- | ------------- | ----- | ------ |
| Waitakere United    | 2       | New Zealand Football Championship | 8     | 0      | 0              | 0              | –             | –             | 8     | 0      |
| Eastern Suburbs AFC | 3       | New Zealand Football Championship | 43    | 2      | 0              | 0              | 3             | 0             | 46    | 2      |
| Auckland City FC    | 2       | New Zealand Football Championship | 54    | 1      | 3              | 0              | 13            | 3             | 70    | 4      |
|                     | Łącznie | Łącznie                           | 105   | 3      | 3              | 0              | 16            | 3             | 124   | 6      |

## Sukcesy
Na podstawie:

### Klubowe
- Zwycięzca Ligi Mistrzów OFC 2021/22, 2022/23, 2023/24, 2024/25
- Mistrz Nowej Zelandii 2021/22